# Zlatko Tanevski
Zlatko Tanevski (* 3. August 1983 in Skopje, SFR Jugoslawien) ist ein ehemaliger mazedonischer Fußballspieler.

## Vereinskarriere
Tanevski begann seine Karriere in der Heimat Mazedonien bei FK Cementarnica 55, einem Erstligisten aus Skopje. In der UEFA-Cup-Saison 2003/04 gab er mit Cementarnica sein internationales Debüt. Er spielte im Spiel der 1. Runde am 23. September 2003 gegen den französischen Vertreter RC Lens durch und bekam bei der 0:1-Niederlage eine gelbe Karte. 2004 kam er zum Lokalrivalen Vardar Skopje, wo er ebenfalls im UEFA-Cup spielte.
Dann ging er nach Polen und wechselte zu Lech Posen, wo er mit seinem dritten Verein auf internationaler Bühne aktiv war. Sein Debüt für Lech in der Ekstraklasa gab er am 3. März 2007 auswärts gegen Wisła Płock (1:1). Im Sommer 2010 wechselte Tanevski innerhalb der Ekstraklasa zum Ligakonkurrenten GKS Bełchatów. Zwei Jahre später ging er zurück in seine Heimat zu Vardar Skopje, wo er 2016 seine Karriere beendete.

## Nationalmannschaft
Zlatko Tanevski spielte sechsmal für die mazedonische U21-Nationalmannschaft. Am 22. Dezember 2010 debütierte er für die A-Mannschaft beim Testspiel in Guangzhou gegen China (0:1). Es blieb sein einziger Einsatz.

## Erfolge
- Polnischer Pokalsieger: 2009
- Polnischer Superpokalsieger: 2009
- Polnischer Meister: 2010
- Mazedonischer Meister: 2012, 2013, 2015, 2016
- Mazedonischer Superpokalsieger: 2013, 2015